# Jerónimo Galiana y Nogueroles

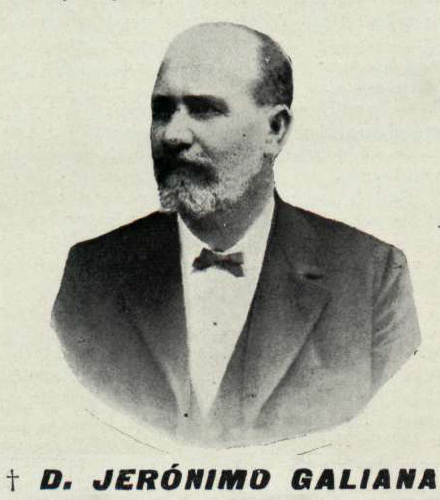
Jerónimo Galiana Nogueroles

Jerónimo Galiana y Nogueroles (Villajoyosa, 1839 - Cádiz, 1903) fue un Capitán de la Marina Mercante Española que llegó a ostentar el cargo de Inspector de Navegación de la Compañía Trasatlántica Española.

## Biografía
Nacido en Vilajoyosa, fue el único hijo del matrimonio entre Jerónimo Galiana y Galiana, Capitán de la Marina Mercante, y Mª Antonia Nogueroles de Rocamora. A los once años de edad comenzó su carrera náutica, a las órdenes de su padre. A los veinte, y después de brillantes exámenes, obtuvo el nombramiento de tercer Piloto. Ya con tal carácter, navegó en varios barcos de la matrícula de Barcelona, y en 1862 fue habilitado como segundo Piloto, tomando el mando del bergantín-goleta Gabina, de la matrícula de Alicante, en el que efectuó navegaciones de gran responsabilidad que le acreditaron de experto y entendido Capitán.
Al año siguiente, y previos exámenes de gran lucimiento, obtuvo el nombramiento de segundo Piloto. Durante dieciocho años estuvo navegando todos los mares, mandando sucesivamente los buques Joven Gabina Santísima Trinidad, San José y Segundo Barceló. En 1882 embarcó como primer Oficial del vapor Barcelona, de cuyo buque tomó el mando en 1883.
Dejó el mando de dicho buque en 1884, e ingresó al servicio de la Compañía Trasatlántica como Capitán del vapor Santo Domingo, de donde dos años después pasó a mandar el trasatlántico Isla de Mindanao, con el que durante siete años realizó brillantes campañas de mar. En 1893 pasó a Inglaterra a tomar el mando del vapor León XIII, y algún tiempo después tomó el del San Fernando, y por último el del Magallanes, en el cual, como en todos los buques que mandó, se hizo notar por sus excepcionales condiciones de pericia y celo.
Deseando la Compañía recompensar sus grandes merecimientos, en 5 de junio de 1897 le nombró Inspector de navegación, en cuyo cargo demostró siempre condiciones y aptitudes especiales, como conocedor profundo de los servicios importantísimos encomendados a tan excelente flota, que atendió con la mayor escrupulosidad y celo hasta su fallecimiento, ocurrido en Cádiz el 25 de enero anterior.
Contrajo matrimonio con Mª Juana Rodríguez de Rivera, natural de Galicia, con quien tuvo una sola hija, Mª Dolores Galiana Rodríguez de Rivera, quien a su vez casó con Ricardo Rodríguez Vita, natural de Granada.